# Vaszilij Vasziljevics Sztruve
Vaszilij Vasziljevics Sztruve (Василий Васильевич Струве, Orosz Birodalom, Szentpétervár, 1889. február 2. – Szovjetunió, Leningrád, 1965. szeptember 15.) orosz orientalista, az ókori Kelet professzora.

## Élete
Korán elvesztette szüleit; Vaszilij Berngardovics Sztruve (1854–1912) fogadott fia lett és felvette családi nevét. A porosz Struve család tagja, Friedrich Georg Wilhelm von Struve dédunokája, Berngard Vasziljevics Sztruve (Bernhard Wilhelm von Struve, 1827–1889) asztraháni és permi kormányzó unokája. Nagybátyja Pjotr Berngardovics Sztruve (1870–1944).
1907-től 1911-ig tanult a Szentpétervári Egyetemen történelmet és filológiát, emellett ógörög és klasszikus latin nyelvet. Borisz Alekszandrovics Turajev orosz egyiptológus tanítványa volt, így óegyiptomi nyelvet is hallgatott. 1911–1913-ban Berlinben Adolf Ermant hallgatva képezte magát tovább az egyiptomi nyelvből. 1916-tól majdnem öt évtizedig a Szentpétervári (később Leningrádi) Egyetemen tanított, 1920-ig magántanárként, ettől kezdve az egyetem professzoraként. Akkáddal, biblikus héberrel és egyéb sémi nyelvekkel is foglalkozott. 1919–1933 között az Ermitázs egyiptomi osztályán is dolgozott, és főleg démotikus papiruszok fordításával foglalkozott.
1928-ban védte meg disszertációját „Manethón és kora” címmel. Ezzel megszerezte az ókortudományok doktora címet. 1937–1940 között a Szovjet Embertani és Néprajzi Intézet igazgatója volt. 1941-től 1950-ig az Институт востоковедения РАН (ókori keleti intézet) igazgatója. Tagja volt számos szovjet és külföldi tudományos szervezetnek, köztük a koppenhágai Nemzetközi Egyiptológus Szövetségnek.
Sztruve úttörője volt a pozitivista történelemkutatást felváltó marxista szemléletű, a társadalmi és gazdasági struktúrák változásait messzemenően figyelembe vevő kutatásoknak. A társadalmi kutatásokat kiterjesztette a sumer, asszír, ugariti, urartui, iráni államokra is.

## Magyarul
- Az ókori Kelet világából; szerk. V. V. Sztruve, ford. Borzsák István; Művelt Nép, Bp., 1956